# Сен-Жиль-ле-Буа
Сен-Жиль-ле-Буа́ (фр. Saint-Gilles-les-Bois, брет. Sant-Jili-ar-C'hoad) — коммуна во Франции, находится в регионе Бретань. Департамент — Кот-д’Армор. Входит в состав кантона Плуа. Округ коммуны — Генган.
Код INSEE коммуны — 22293.

## География
Коммуна расположена приблизительно в 400 км к западу от Парижа, в 125 км северо-западнее Ренна, в 30 км к северо-западу от Сен-Бриё.

## Население
Население коммуны на 2016 год составляло 428 человек.
| 1962 | 1968 | 1975 | 1982 | 1990 | 1999 | 2008 | 2016 |
| ---- | ---- | ---- | ---- | ---- | ---- | ---- | ---- |
| 550  | 512  | 471  | 451  | 421  | 401  | 417  | 428  |

## Администрация
| Период | Период | Фамилия         | Партия        | Примечания |
| ------ | ------ | --------------- | ------------- | ---------- |
| 1945   | 1959   | Франсиск Мерсье |               |            |
| 1959   | 2001   | Эмиль Маркье    | Разные правые | фермер     |
| 2001   |        | Филипп Планте   | Разные правые | фермер     |

## Экономика
В 2007 году среди 248 человек в трудоспособном возрасте (15—64 лет) 189 были экономически активными, 59 — неактивными (показатель активности — 76,2 %, в 1999 году было 64,5 %). Из 189 активных работали 173 человека (89 мужчин и 84 женщины), безработных было 16 (10 мужчин и 6 женщин). Среди 59 неактивных 12 человек были учениками или студентами, 24 — пенсионерами, 23 были неактивными по другим причинам.

## Достопримечательности
- Церковь Сен-Жиль (XV век). Исторический памятник с 1925 года[3]

## Фотогалерея

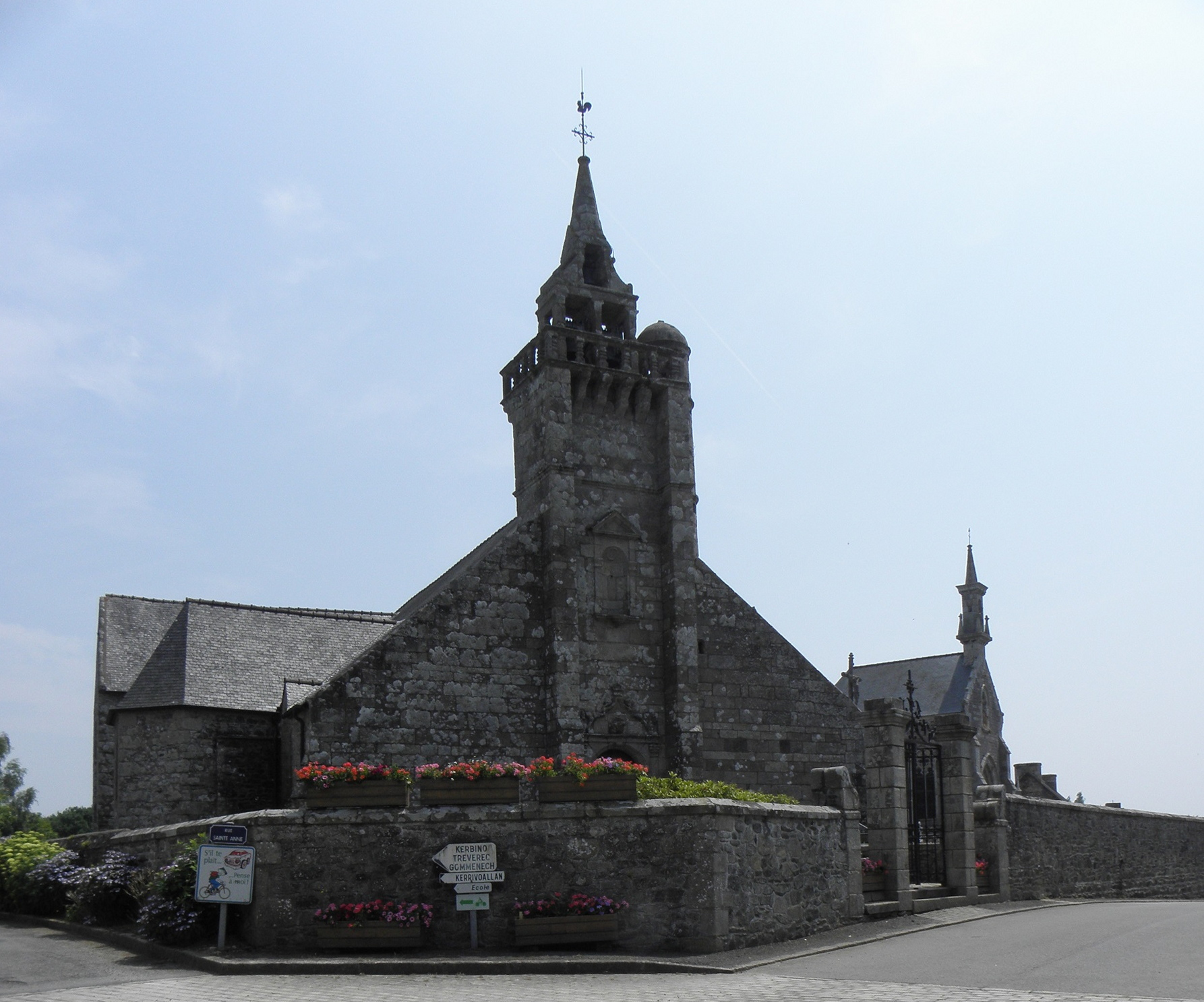
Церковь Сен-Жиль
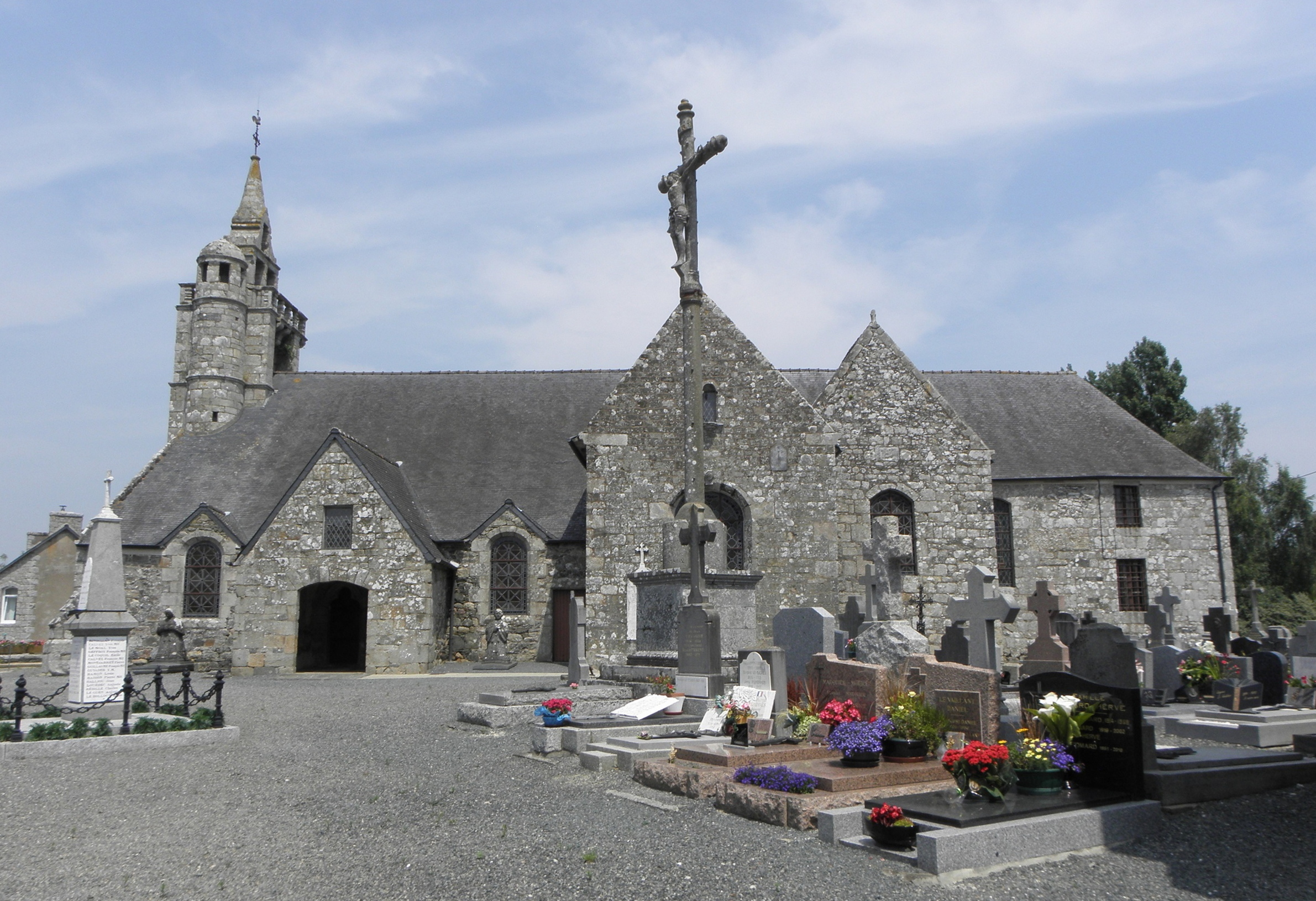
Церковь Сен-Жиль
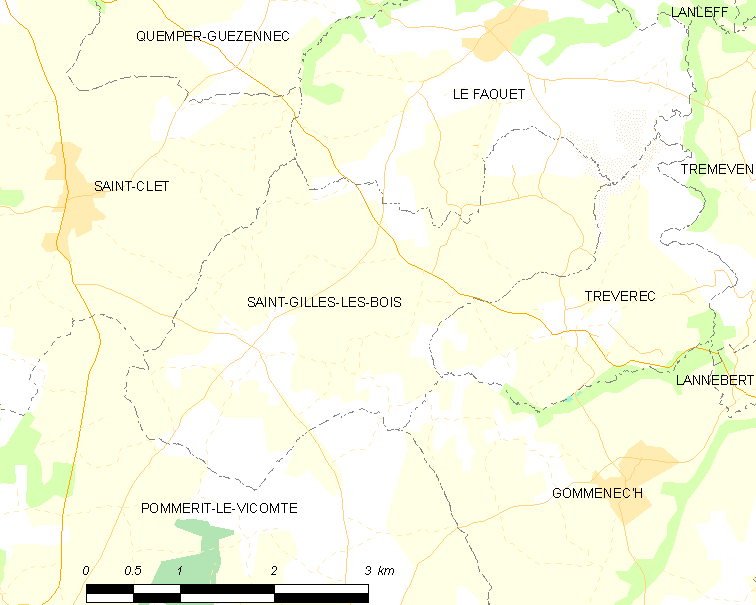
Карта коммуны